# キルギスの交通

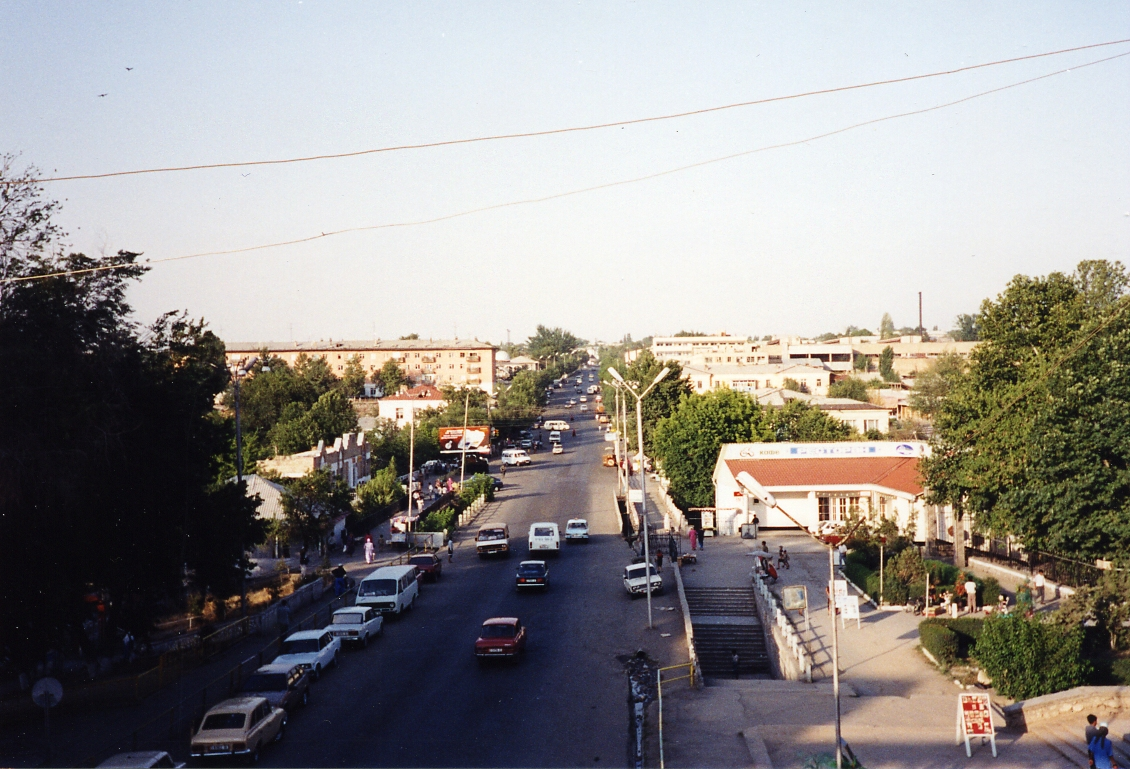
オシの道路

キルギスの交通は国内の山間部の多い地形に厳しい制約を受けている。道路は標高3,000m以上の険しい山間部に沿う形で川の蛇行のように曲がりくねっている上、頻繁に土砂崩れや雪崩が発生する。これにより、冬季の旅行は地方の地域や標高の高い地域の多くでほぼ不可能となっている。加えて、ソビエト連邦時代に建設された多くの道路や鉄道は独立後は国境で分断されており、通過するために通関手続きが必要となるなど通常より多くの時間を要する原因となっている。ウマは輸入燃料に頼る必要がないため依然交通媒体として広く使用されており、特に地方や道路や鉄道が舗装されていない地域にその傾向が強い。
ソビエト連邦時代の交通に関してはソビエト連邦の交通を参照のこと。

## 鉄道

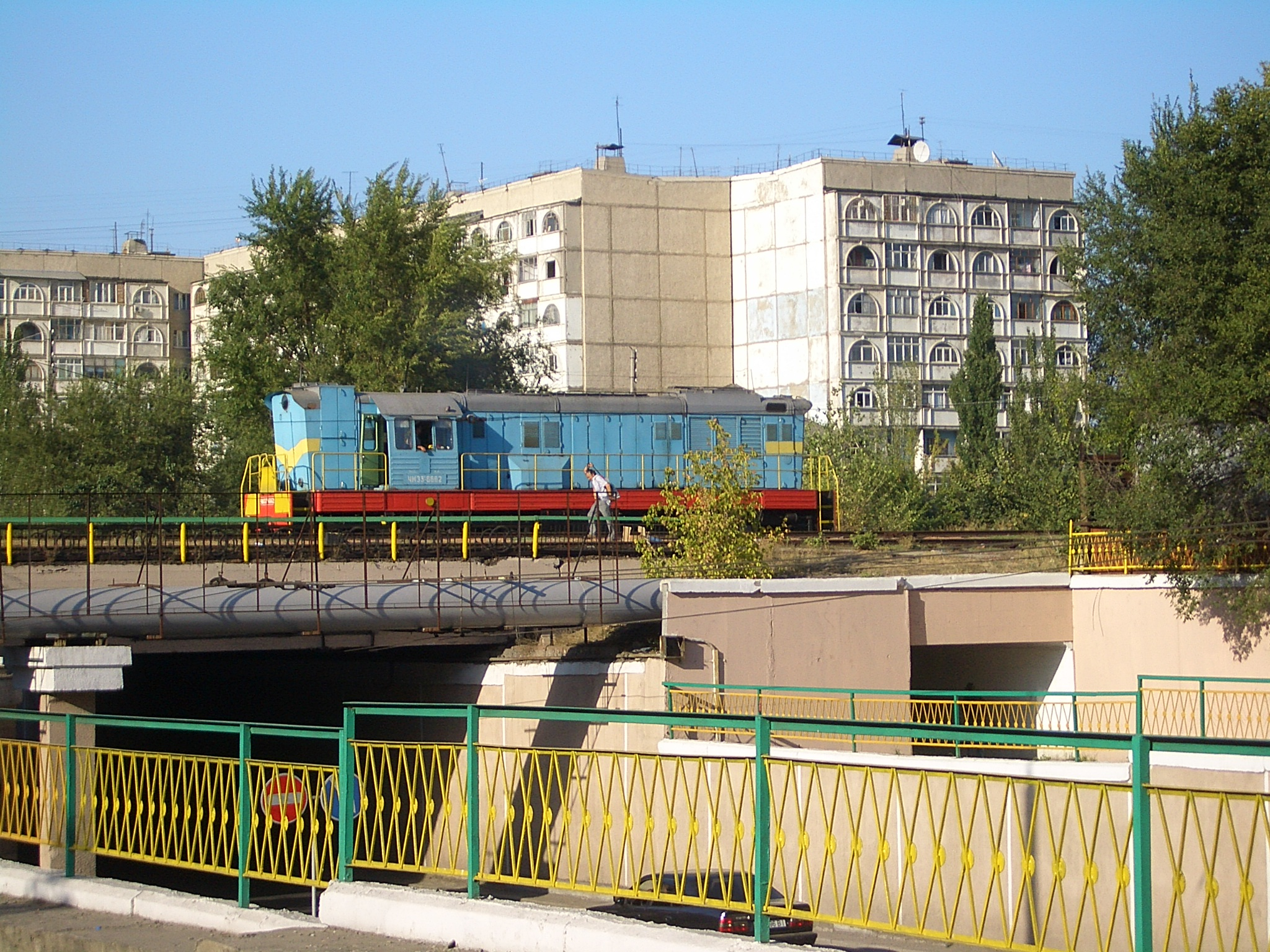
ビシュケク2駅付近を運行するディーゼル機関車

キルギス鉄道は現在国内の鉄道開発と維持を担っている。北部のチュイ渓谷と南部のフェルガナ盆地はソビエト連邦時代における中央アジアの鉄道網の終着点となっていた。ソビエト連邦から独立後、行政上の境界を考慮せずに建設された鉄道網は国境により分断され、交通は著しく制限を受けている。キルギス国内の鉄道網の僅かな部分、約370kmは他の部分と規格が異なる1520mmの広軌であり、タシュケントやアルマトイ、その他のロシアの都市のような地域との長距離運行がなくなったことでその経済的価値を落としている。
北部のバルイクチ、南部のオシから中国へと接続する鉄道建設計画があるものの、建設費用が莫大であり実現には至っていない。2018年、中国・キルギス・ウズベキスタンの3ヶ国における国際鉄道網の開拓計画として予てから考案されていた中国 - キルギス - ウズベキスタン鉄道が4月に決定され　同年12月下旬に同3ヶ国における国際列車の路線建設がその三者協議の開催地となったタシュケントにて決定されている。当該鉄道の建設計画は2000年代から約20年間も議論されており、これらの流れは同国をはじめ鉄道インフラに幾多もの難関や障害を抱えていた中央アジアにとっては大変重要な進歩であることが覗える。 

### 隣接国との鉄道接続状況
- タジキスタン - 接続なし
- ウズベキスタン - 接続あり
- カザフスタン - 接続あり
- 中華人民共和国 - 接続なし

### 国際列車
- カザフスタン - 有 - ビシュケク支線 - 同軌間
- ウズベキスタン - 有 - オシ支線 - 同軌間
- タジキスタン - 無 - 同軌間
- 中国 - 無 - 異軌間 1520mm/1435mm

### 地図
- 国際連合による地図 (PDF)

## 高速道路

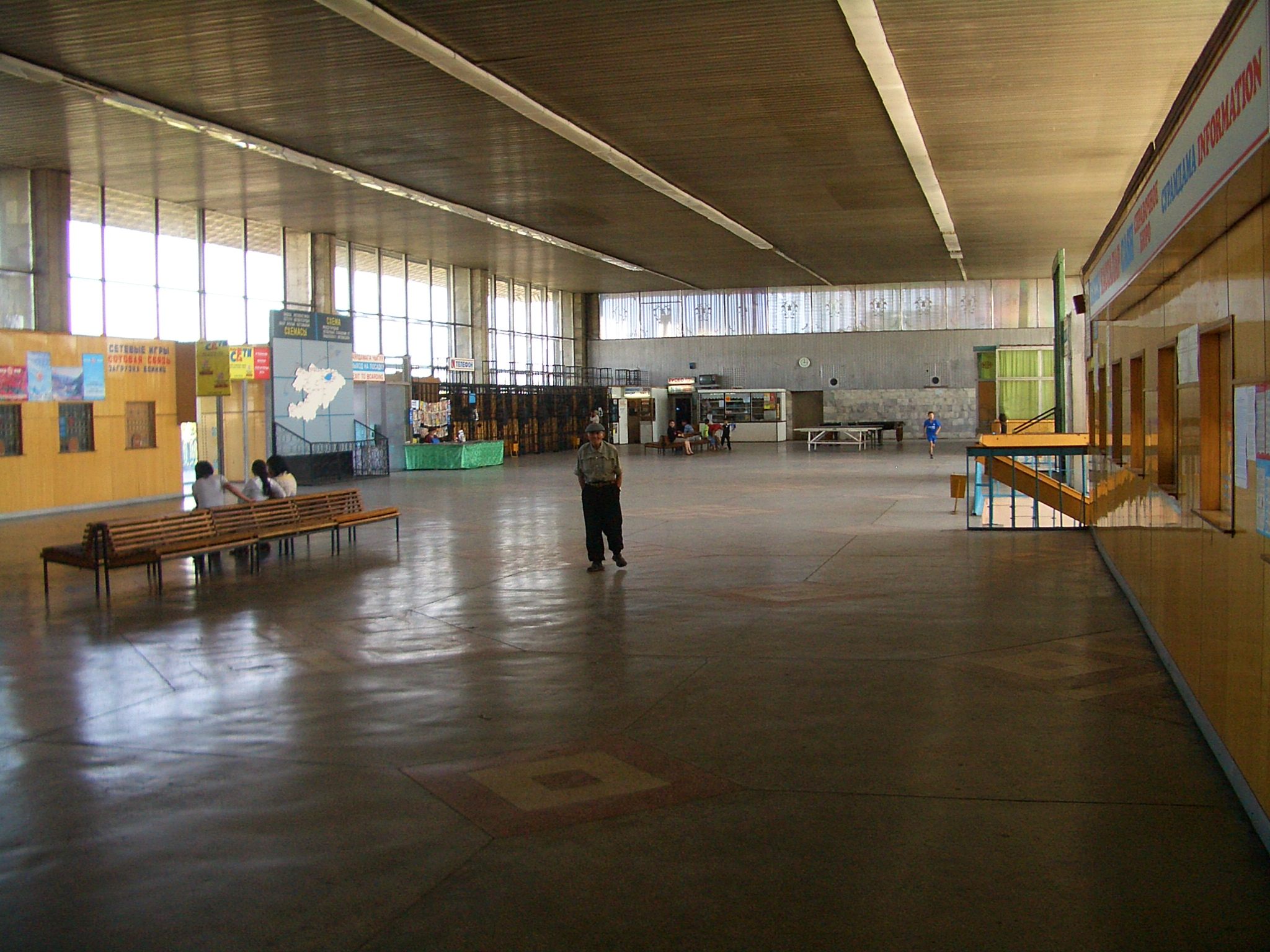
大人数を収容するビシュケクの西バスターミナル。都市間旅行者のほとんどが国営の大型バスではなくミニバンを使用するようになっているため非常に寂れている。

アジア開発銀行の援助により、北部のビシュケクから南西部のオシをつなぐ主要道路が近年開通した。これは国内の2大人口集中地区である北部のチュイ渓谷と南部のフェルガナ盆地間の連絡を容易にすると考えられている。この道路の分線は3,500mの峠を超えて北西部のタラス渓谷へと向かっている。また、将来の計画として、オシから中国へと向かう主要道路建設が検討されている。
キルギス国内の道路網の合計距離は約34,000kmである。この内、18,810kmは交通通信省管轄下にある公道であり、15,190kmがその他の道路 (村道、農道、産業用道路など) となっている。交通通信省管轄下にある公道は大きく3つに分類される。
- 国際道路 (アジアハイウェイなど): 4,163km
- 国道: 5,678km
- 地方道路: 8,969km

舗装の程度による分類は以下のとおり。
- 舗装道路: 7,228km (11kmのセメント・コンクリート道路と、4,969kmのアスファルト舗装道路、2,248kmの二種混合道路を含む)
- 砂利道: 9,961km
- 土砂道: 1,621km [2]

ミニバスは国内主要都市間を結ぶサービスを行なっている。ミニバスは都市間、村落間を結ぶ公共交通機関となっている。

## パイプライン
キルギスのパイプラインシステムの上限は燃料輸送の大きな弊害となっている。2003年時点では167kmの天然ガスパイプラインしか存在しなかったが、2006年時点で国内には367kmの天然ガスパイプラインと16kmの石油パイプラインが存在する。

## 水上交通
水上交通はイシク湖にのみ存在するが、ソビエト連邦崩壊後その規模は急速に縮小している。

## 港と運河
キルギス唯一の港はイシク湖湖畔の漁村バルイクチにある。キルギスには船舶が航行可能な河川がなく、運河が存在しない。

## 空港

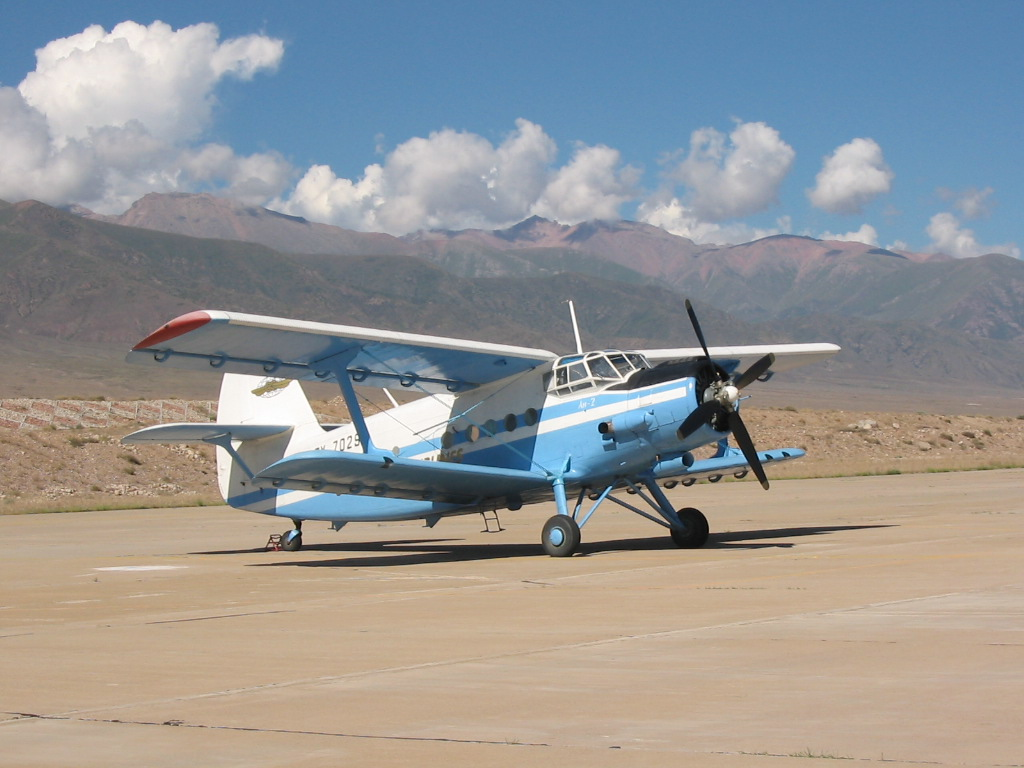
イシク湖北岸にあるタムチ村にある小規模な空港

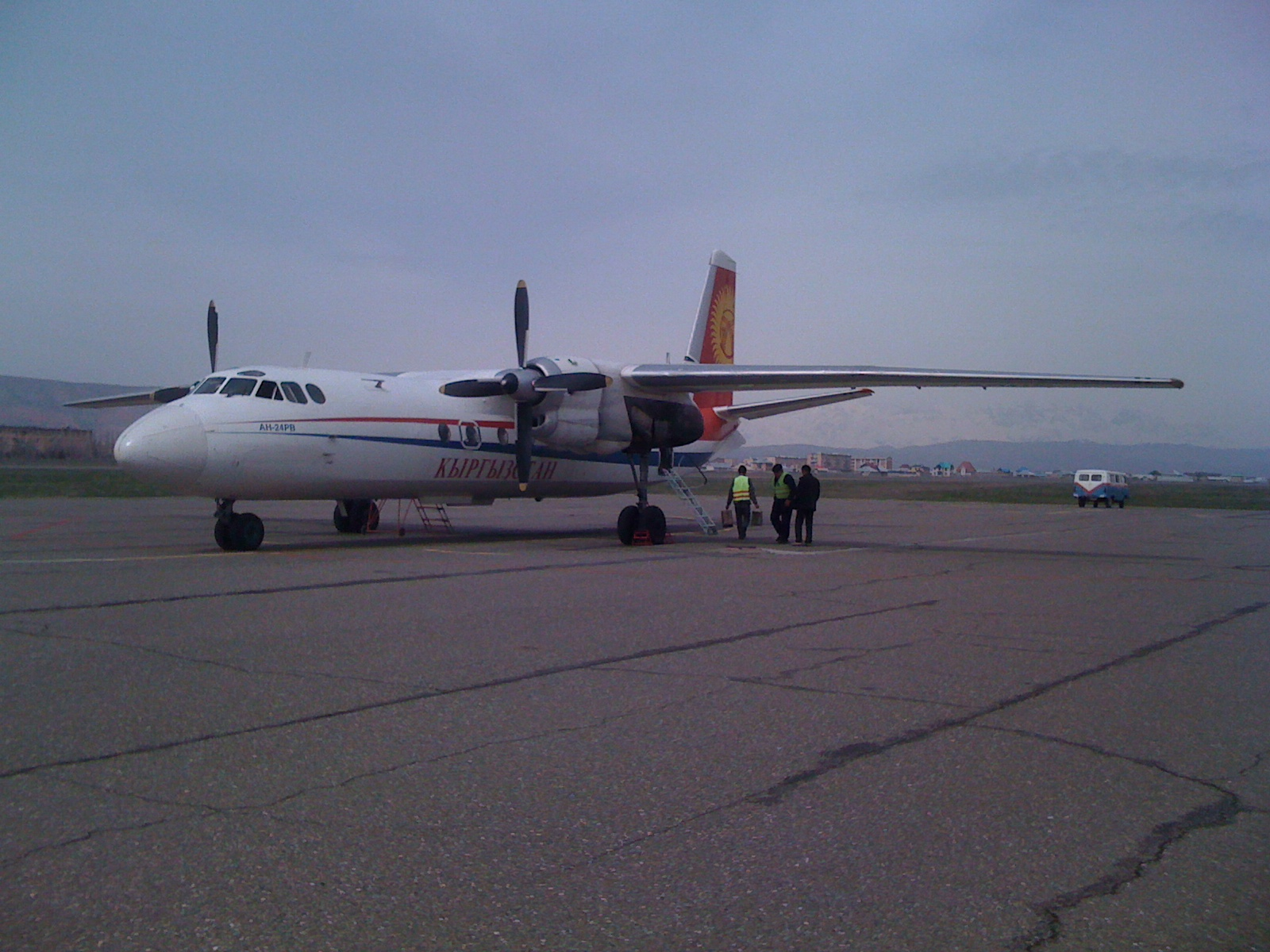
ジャララバード空港からビシュケクへ向かうキルギス・エアーのアントノフAN-24、2010年3月7日

ソビエト連邦崩壊時には国内に約50の空港とairstripsが存在し、それらの多くは中国との国境付近に軍事用目的を第一として建設されたものであった。これらの空港で現在も使用されている空港はわずかとなっている。
キルギスには国際便が発着する空港が4つあり、それぞれビシュケク、オシ、タムチ、カラコルにある。
- ビシュケク付近にあるマナス国際空港はキルギス国内最大の空港であり、モスクワ、タシュケント、ドゥシャンベ、イスタンブール、バクー、ロンドンなどに国際便が発着している。
- オシ空港は国内南部最大の空港であり、ビシュケクへの国内便が毎日発着している。
- ジャララバード空港はビシュケクへの国内便が毎日発着しており、キルギス・エアー、アヴィア・トラフィック、エアー・ビシュケク、スカイ・ビシュケクによるBAe 146やサーブ 340がアクシ地区への週1回の便も含め発着している。
- イシク・クル国際空港は夏季にカザフスタンのアルマトイへの国際便がSCATエアラインズ（英語版）のヤコフレフYAK-42により運用されている。
- カラコル国際空港は冬季にアルマトイへの国際便がSCATエアラインズのアントノフAN-24により運用されている。
- ケルベン空港はジャララバードとビシュケクへの国内便が発着しており、スカイ・ビシュケクのサーブ 340が就航している。
- その他の国内の空港としては、カザルマン空港、トクトグル空港、カニシュ・キヤ空港、アラ・ブカ、ノーケン地区のサカルディ空港、バトケン空港、イスファナ空港、キジルキヤ空港、ナルイン空港、タラス空港、ポクロフカ空港、チョルポン・アタ空港、タムガ空港、トクモク空港、アラヴァン空港等がある。
- ソビエト連邦時代に建設されたその他の空港は閉鎖されている、もしくは軍用に限定して利用されている (例：カント空軍基地、現在はビシュケク付近のロシア軍が駐留している)

舗装滑走路による分類

合計 21

3,047m以上: 1 (マナス国際空港)

2,438m～3,047m: 3 (オシ空港、カント空軍基地、トクモク空港)

1,524～2,437m: 11 (ジャララバード空港, カラコル国際空港, ケルベン空港、カザルマン空港、イスファナ空港、バトケン空港、ナルイン空港、タラス空港、タムチ空港、キジルキヤ空港、チョルポン・アタ空港)

914m以下: 6 (タムガ空港、トクトグル空港、カニシュ・キヤ空港、ポクロフカ、アラヴァン、サカルディ) (2012)
未舗装の空港 (ほとんどは廃止)

合計: 29

2,438～3,047m: 3

1,524～2,437m: 5

914～1,523m: 6 (グルチャ、ダロート・コルゴン、アラ・ブカ、アト・バシ、スザク、チャトカル)

914 m以下: 15 (2012)